# Trifko Grabež
Trifun „Trifko” Grabež (ur. 7 lipca 1895 w Pale, zm. luty 1918 w Terezinie) − członek Czarnej Ręki, jeden z uczestników zamachu w Sarajewie.
Grabež urodził się w Pale w rodzinie prawosławnego duchownego. W wieku 17 lat został usunięty ze szkoły za napaść na nauczyciela, po czym wyjechał do Serbii i zamieszkał w Belgradzie, gdzie kontynuował naukę i zaangażował się w działalność nacjonalistów. Na wieść o wizycie w Sarajewie arcyksięcia Franciszka Ferdynanda, szef wywiadu serbskiej armii, Dragutin Dimitrijević, wysłał do tego miasta trzech zamachowców: Nedeljko Čabrinovicia, Gavrilo Principa i Grabeža, z misją przeprowadzenia zamachu na następcę tronu; resztę zamachowców zaangażowano na miejscu.
Gdy arcyksiążę zażądał, by zawieźć go z ratusza do członków jego świty, którzy zostali ranni po próbie zamachu dokonanej przez Nedeljko Čabrinovicia, Grabež miał możliwość oddania strzału, ponieważ znalazł się przypadkiem na trasie przejazdu arcyksięcia do szpitala. Trasy tego przejazdu, w odróżnieniu od pierwszej, nie podano do publicznej wiadomości i wytyczono w ostatniej chwili. Zamachowiec nie zdecydował się jednak na atak, ponieważ nie chciał zranić znajdujących się w pobliżu cywilów.
Grabež został aresztowany i w krótkim procesie skazany na 20 lat więzienia, post każdego 28. dnia miesiąca i zamknięcie w celi bez światła każdego 28 czerwca. Kary śmierci uniknął jedynie z powodu młodego wieku.